# 永嘉镇
永嘉镇，是中华人民共和国重庆市铜梁区下辖的一个乡镇级行政单位。

## 行政区划
永嘉镇下辖以下地区：
嘉庆社区、围永村、永东村、竹海村、高龙村、大兴村、蓝山村、复兴村、圣水村、明山村、塘坪村、和益村、万年村和幸福村。